# Power over Ethernet
PoE (Power over Ethernet) je napájení po datovém síťovém kabelu, bez nutnosti přivést napájecí napětí k přístroji dalším samostatným kabelem.

## Smysl PoE
- ušetřit kabely
- ušetřit napájecí zásuvky
- zjednodušit připojování přístrojů; zapojuje se jen 1 datový konektor místo 2 (data+napájení)
- zajistit zálohované napájení i při výpadku napájecí sítě v okolí přístroje – centrální zdroj PoE je obvykle napájen zálohovaně (z UPS)
- umožnit správci sítě snadný dálkový restart napájeného přístroje na konci kabelu vypnutím a zapnutím napájení pomocí příkazu na portu (síťový přepínač LAN s napájecími porty).

### Omezení
- jen malé proudy – kroucená dvojlinka má vodiče jen malého průřezu, snadno se tedy překročí únosná proudová hustota mědi
  - jen omezené výkony (příkon), a to i na malou vzdálenost – součin omezeného napětí a omezeného proudu
  - omezení vzdáleností a odběrem – čím větší proud zařízení potřebuje, tím blíže musí být ke zdroji, aby se dodržela požadovaná úroveň napětí; jinými slovy vlivem velkého liniového odporu podél vedení dochází k energetickým ztrátám na vedení.

## Způsoby PoE
Pro PoE se využívá v zásadě dvou možných řešení:
- Napájení po volných nevyužitých párech v datovém kabelu (režim B). Napájecí páry jsou 4-5 a 7-8.
- Napájení „fantómovým“ napětím mezi dvojicí aktivních párů vodičů, po kterých se současně přenášejí i data (režim A). Napájecí (a datové) páry jsou zde 1-2 a 3-6.

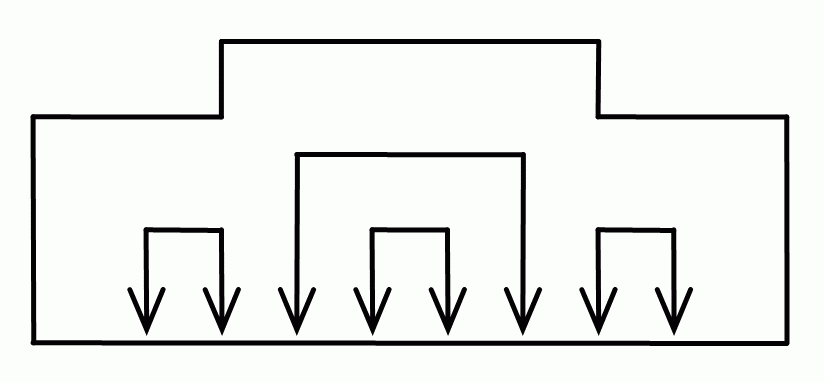
Zapojení párů v konektoru RJ-45.

Na vysvětlení lze dodat, že osm vodičů v kabelu je rozděleno do 4 párů, které jsou samostatně krouceny. Vodičům jsou dle normy přiřazena čísla 1 až 8 a do párů jsou rozděleny takto:
- 1-2 .. A
- 3-6 .. A'
- 4-5 .. B
- 7-8 .. B'

Čísla současně udávají pořadí kontaktů na konektoru RJ-45.

## Napájení po nevyužitých párech
V mnoha případech se z celého osmižilového kabelu používají jen první dva páry (oranžový a zelený) a to pro digitální datové přenosy (čtení, zápis), přitom druhé dva páry vodičů zůstávají často nevyužité. Původní záměr přitom byl, a to aby se využívaly i tyto, pro telefon: modrý pár pro analogové telefonní signály, hnědý pro napájení telefonu. Jde tedy o klasické telefonní vedení, tzv. telefonní pevnou linku. V rozvodném uzlu budovy/patra pak jsou digitální datové a analogové telefonní signály zpracovávány dvěma samostatnými ústřednami: Jeden Ethernetový kabel, kroucená dvojlinka, je tedy využívána pro dva různé účely, každý navíc na realizován úplně jiném principu.
Hnědý pár vede napájení: jedním vodičem páru + pól, druhým vodičem se obvod uzavírá zpátky (minus, zem). Modrý pár slouží pro oboustrannou komunikaci: jak pro poslech, tak zároveň pro vysílání vlastního hlasu, z mikrofonu. Aby signály nekolidovaly, přenášené po jediném páru vodičů, jsou namodulované na vyšší frekvence, nosné vlny: oba signály jsou přenášeny po jiných frekvenčních pásmech nosných vln.
Pro účely PoE, pro napájení čehokoli, lze snadno využít již přítomného napájecího napětí, nebo si ho do kabelu lze úmyslně nainjektovat, v rozvodně, a to i bez telefonního signálu pro hlasy.

## Napájení fantómovým napětím
Na principu dvou párů fungují například kancelářské telefony Avaya: Na zaměstnancův stůl je přiveden Ethernetový kabel, s připojením na internet a k telefonu zároveň. Tento kabel se nejdříve připojí do vstupní zdířky telefonu, ten se rovnou rozsvítí a bootuje. Pak se patch kabelem propojí výstupní zdířka telefonu se vstupem síťové karty PC: Do toho už telefonní signál nepokračuje, ani PoE-B, protože ty už používá telefon a dále ven je nepouští. Telefon je tedy připojen přes dva kroucené páry: na mikrofon a sluchátko. A tyto páry navíc používá jako napájecí: oba vodiče jednoho páru jako plus, oba druhého jako minus pól. Signály za telefonem už zbývají jen ve dvou kroucených párech: v těch, které telefon nepoužívá.
Tímto způsobem tedy na jednom kabelu pracují dvě zařízení: Buď telefon dvěma párům (jím nevyužívaným) umožňuje průchod, nebo dvojitě použitý kabel lze nejdříve „rozbočit“, propojkou galvanicky sestavenou ze tří zdířek (splitter), a obě zařízení připojit samostatně, každé vlastním patch kabelem. Aby takovéto rozdvojení bylo smysluplné, musí samozřejmě v ústředně budovy, na druhém konci kabelu v zásuvce, být napojen odpovídající informační zdroj: Pro PC napojení na přepínač (switch) LAN, pro druhý pár párů napojení k telefonní ústředně (pro zmíněný telefon), případně k jinému zdroji (nejspíše zas do stejného switche, pro zaměstnancův notebook). A právě v ústředně budovy je vyřešeno i napájení, vtlačované do kabelů, do zásuvek pro stolní telefony zaměstnanců: Buď jejich napájení umí už sama telefonní ústředna, uvnitř sebe, nebo kabely ještě procházejí přes injektory PoE.

### Nutnost čtyř vodičů pro jedno napájení
Napájení je nutné poskytovat mezipárově, oba dva vodiče páru jako jeden pól napájení, oba dva vodiče druhého páru jako druhý pól napájení: Protože se mění i zátěžový proud k napájenému zařízení, proudové skoky by rušily data. Při pokusu využít jeden vodič jednoho páru pro jeden pól napájení a druhý vodič toho samého páru pro opačný pól by vlastně šlo o pokus používat jeden dvojbran (kroucený pár vodičů, dva jeho konce) pro přenos dvou signálů, dvou napětí: informačního a napájecího. A protože jde o dva proměnné signály („signál“ napájení/odběru není konstantní), nutně by kolidovaly, vzájemně by se rušily.
Naopak datový signál jednoho páru není nijak porušen, pokud po obou vodičích teče stejný proud, napájecí (i proměnlivý), když jde v obou vodičích stejným směrem: Rozdílové napětí signálu zůstává zachováno, nezměněné. Souběhu napájecích pólů na kroucených párech, kterými jsou zároveň přenášena data, se říká „fantom“: Tři signály na čtyřech vodičích. Protože pro data jsou typicky využívány první dva páry (pár párů A, vč. kontaktu 1), režim-A a „fantómové PoE“ jako pojmy často splývají. Pokud se pro napájení využívá druhého páru párů (B), které pro data bývají často nepoužité, mluví se o režimu B: tzv. „po volných vodičích“. Nicméně i v takovém případě jsou póly napájení stále připojeny na celé páry. A když se datový signál třeba najednou objeví i na těchto párech, jde obdobně o „fantómové PoE na B“.
Póly napájení se připojují na celé páry kvůli zabránění zarušení dat, kromě toho však také dvojité vodiče napájení pomáhají i se ztrátami na vedení nebo lépe s úbytkem napětí podél délky vodičů: Zdvojením průřezu vodivého materiálu pro napájení se na polovinu snižuje jeho odpor / zdvojnásobuje vodivost, což je při přenosu výkonu podstatné. Naproti tomu informační datové signály generují značně nižší proudové hustoty materiálem vodiče.

### Dvojí PoE najednou
Co naopak využít lze, je kombinace obou PoE současně, napájení v „režimech“ A i B zároveň:
- lze zkombinovat datové-fantómové PoE v „režimu A“ s telefonním PoE v „režimu B“,
- anebo lze zkombinovat datové-fantómové PoE na „dvojici párů A“ s druhým takovým, na „dvojici párů B“, tedy dva „režimy A“ současně.

Takové kombinace však musí být podporovány jak na straně rozvodného uzlu (injektáže), tak i na straně spotřebičů. V běžných řešeních se o PoE mluví jako o přítomnosti „vůbec nějakého napájení“, které dnes už bývá řešeno samotným rozbočovačem (endspan, ve switchi), stále však lze přidat i druhé PoE, to už přídavnou injektáží (midspan, dodatečným zařízením). Kombinované PoE tedy není standardizované a jde o proprietární řešení: Jak si ho kdo udělá.
Protože TP (twisted pairs) kabel má celkem 8 vodičů ve čtyřech párech, kde dva se (vždy) využívají pro data (dva signály, vysílání a příjem) a další dva páry jsou buď vůbec nevyužité nebo přenášejí druhá data (opět Tx+Rx), může přes TP kabel procházet až 6 (hlavně digitálních) signálů: dva páry pro data1 (Tx1+Rx1), po nich ještě napájení PoE-A, pak obdobně i zbývající dva páry data2 (používají-li se) a na nich druhé napájení PoE-B (dva vodiče na +, čtvrtý pár pro -). Z tohoto pohledu jsou si oba páry párů (A a B) rovnocenné: Oba umožňují nést až dva informační signály a jedno PoE napájení, a to sice identickým způsobem, ale dokonce o různých napětích a příkonech (samostatné napájecí obvody).

#### Napájení do páru čtveřic
Při zobecnění principu fantómového signálu/napájení lze po čtyřech párech vodičů teoreticky přenášet až 7 digitálních (stejnosměrných) signálů:
- 4 páry jednotlivých vodičů umožňují běžné datové přenosy: každý pár jedno rozdílové (diferenční) napětí, dva vodiče, pro +/− pól.
- 2 páry párů mohou posloužit pro další dva signály: jeden pár párů pro každý, celkem 4 vodiče v jednom páru párů, kde dva vodiče jsou pro jeden pól, další dva pro druhý pól.
- 1 pár čtveřic: fantómové napětí na fantómových.

Prakticky se dnes sice páry párů používají pro PoE, protože však jde o dva páry (sudý počet párů), mohly by být místo toho využity pro přenos třetího datového toku, obousměrného: vysílání i příjmu, to by ale muselo i periferní zařízení umět vysílat fantómově. Naproti tomu výkon napájení jde jen jedním směrem, stačí pro něj jediný „pár“ vodičů: 4 vodiče (páry A) jako + pól, další 4 vodiče jako – pól (páry B). Taková konstrukce je však čistě teoretická: Třetí datový signál by fantómově musel injektovat už rozbočovač (switch), napájení do čtveřic (druhý fantóm nad prvními dvěma) by už vůbec muselo být provedeno dodatečnou injektáží. Než toto složitě konstruovat, je mnohem levnější souběžně položit druhý ethernetový kabel, přes něj přenášet data-3 a i PoE, jednoduchým telefonním způsobem, nefantómově: Každý vodič s jediným prostým účelem.

## Vlastnosti metod, praktické řešení
Jelikož u dosud hojně používanějších standardů ethernetu 10Base-T a 100Base-TX jsou využívány jen 4 vodiče z celkových osmi, zbývající čtyři vodiče se dají použít pro napájení. Tento způsob je použitelný jak u aktivních prvků (síťové přepínače), tak u pasivních injektorů a napájecích panelů v rozvaděčích.
Druhý způsob vyžaduje složitější uspořádání na straně zdroje a je častější v přepínačích. Příkon každého napájeného zařízení může být až 15,4 W , resp 25 W. To vyžaduje náležitě dimenzovaný zdroj přepínače a tedy i jeho vyšší cenu.
Protože současná perspektivní rychlost ethernetu odpovídající definici 1000Base-T již využívá všech čtyř párů v datovém kabelu strukturované kabeláže, pozbývá zvolna první způsob s volnými páry na významu. Nicméně je možné po těchto vodičích napájení vést i nadále pasivně pomocí fantomového zapojení, kdy se oddělí napájecí DC složka od datové AC složky. K tomu se používají ethernetová linková trafa s napájecí odbočkou uprostřed, nebo kondenzátory (blokují DC) a tlumivky (blokují AC). Takové zapojení je kompatibilní jak s pasivním 100BaseTX Ethernetem, tak s i 1000Base-T Ethernetem.

## Normy pro PoE
Pasivní PoE (tj. nekompatibilní s normou IEEE 802.3af) čistě dodává napájení po nevyužitých kabelech: vodiče 4 a 5 (modrý pár) vedou kladný pól a vodiče 7 a 8 (hnědý pár) vedou záporný pól napájení. Takový způsob využívá například MikroTik RouterBOARD.
| Třída | Použití   | Max. příkon na vstupu napájeného zařízení (W) |
| ----- | --------- | --------------------------------------------- |
| 0     | Výchozí   | 0,44 až 12,95                                 |
| 1     | Volitelné | 0,44 až 3,84                                  |
| 2     | Volitelné | 3,84 až 6,49                                  |
| 3     | Volitelné | 6,49 až 12,49                                 |
| 4     | PoE+      |                                               |
| 5     | PoE++     |                                               |
| 6     | PoE++     |                                               |
| 7     | PoE++     |                                               |
| 8     | PoE++     |                                               |

Mezinárodní standard IEEE 802.3af definuje aktivní PoE, které zahrnuje vyjednávání o napájení. V detailech (polarita) se liší od návrhu firmy Cisco. Řada současných přístrojů dovoluje napájení podle obou standardů, 802.3af i firemního Cisco. Druhý z uvedených je však podporován jen z důvodů zpětné slučitelnosti a v současnosti je zastaralý, protože 802.3af ho plně nahrazuje. Standard kombinuje obě popsané metody (volné páry nebo datové páry). Používá se napětí 48 V (zdroj může dodávat 44÷57 V a na straně spotřebiče je přípustných 37÷57 V), max. proudový odběr jednoho přístroje je 350 mA. Norma dělí spotřebiče napájené přes ethernet do tříd 1 až 4 podle požadovaného příkonu. Třídu lze na zdroji (např. přepínači) nastavit ručně nebo si ji napájený přístroj sám dynamicky dohodne s napájecím zařízením.
Druhá generace standardu PoE IEEE 802.3at (PoE+) byla přijata v roce 2009 a umožňuje dodávat až 25,5 W ve 4 třídách příkonu.
Třetí generace 802.3bt z roku 2018 (též 4PPoE nebo PoE++) využívá dva páry vodičů a pro proudy 0,6 A (tedy stejně jako u PoE+) dodá až 51 W, při proudu 960 mA až 71 W (špičkově 100 W, což je také limitem pro zdroje SELV.

## Motivace a historie
Napájení po Ethernetu se začalo výrazně prosazovat s nástupem internetové telefonie – VoIP. Dosavadní analogové nebo digitální (ISDN) telefony jsou co do napájení velmi nenáročné a vystačí obvykle s jedním párem vodičů zajišťujících jak komunikaci tak i napájení.
VoIP má své nesporné výhody, ale napájení přístrojů — IP telefonů zvláštním kabelem bylo jednou ze zřejmých a závažných nevýhod. Běžné síťové přepínače neposkytovaly na svých rozhraních napájení pro připojené přístroje (PC, tiskárny, servery, datové terminály), předpokládal se vždy samostatný zdroj.
Nástup VoIP na přelomu tisíciletí vyvolal tlak na řešení této otázky. Proto se kromě injektorů a pasivních napájecích panelů objevily i přepínače s napájecími porty. Jejich vyšší cena je vyrovnána zjednodušeným zapojením, možností centrální správy nyní nově i včetně napájení, úsporou kabelů atd. jak bylo uvedeno výše.

## Typické vlastnosti a použití

### Napáječe
Napájecí zdroje pro PoE, zařízení, která do kabelu injektují (vstřikují) napájecí napětí, aby ho pak mohla použít periferní zařízení, jsou dvojího druhu:
- Jako zdroj PoE slouží zařízení, které by bylo součástí sítě i bez PoE: nejčastěji sítové přepínače (switche), které umožňují napájet celé svazky kabelů, resp. zařízení na nich. Existují i routery se schopností PoE, takové jsou však řádově dražší: Místo nich stačí kombinace i „jednoduchého“ routeru a za ním mnohaportový přepínač, konečně už s PoE pro periferie.
- Jako zdroj PoE slouží zařízení, které bylo do sítě přidáno právě jen kvůli zavedení PoE: injektor, přidává se na jednotlivé ethernetové kabely, jeden pro napájení jediného zařízení na tomto kabelu.

Vyráběné síťové přepínače se schopností PoE napájení periférií vždy poskytují jen omezený celkový výkon: Je to dáno výkonností jejich jediného vestavěného zdroje.
- Platí běžná zásada, že vnitřní zdroj není dimenzován na součtový příkon přístrojů připojených na všechny porty přepínače současně, fakticky je schopen napájet přibližně polovinu součtu PoE na všech svých portech a často ještě méně. Prakticky se toto omezení projevuje tak, že jedno zařízení napájené přes PoE lze zapojit do kteréhokoli portu switche, v každém dostane požadovanou energii: To přináší očekávanou flexibilitu a možnost volby (nevyžaduje ověřování, zda jde o napájený port). To ale s omezením, že takových zařízení lze k přepínači připojit méně, než je počet všech portů, protože by zdroj již byl přetížen.
- Některé přepínače mají přímo označené porty, které nabízejí PoE, a zbytek portů je nenapájecích: Takové pak ovšem na druhou stranu garantují, že na nich lze PoE využívat na jejich plný výkon ve všech takových portech najednou, vnitřní zdroj výkonově skutečně zvládá pokrýt celý součet odběrů výkonu z označených napájených portů.

### Spotřebiče
Příklady přístrojů využívajících napájení přes ethernet:
- webové kamery, na LAN
- bezdrátové přístupové body (Wi-Fi access-point)
- IP telefony